# Lekkoatletyka na Letnich Igrzyskach Paraolimpijskich 2004 – bieg na 100 metrów kl. T37 mężczyzn
W biegu na 100 metrów kl. T37 (zawodnicy stojący z porażeniem mózgowym) mężczyzn podczas Letnich Igrzysk Paraolimpijskich 2004 rywalizowało ze sobą 10 zawodników.

## Wyniki

### Eliminacje
Bieg 1
| Poz. | Zawodnik             | Narodowość                   | Rezultat | Uwagi |
| ---- | -------------------- | ---------------------------- | -------- | ----- |
| 1    | Yang Chen            | Chiny                        | 12.28    | Q     |
| 2    | Łukasz Labuch        | Polska                       | 12.30    | Q     |
| 3    | Ali Qambar Al Ansari | Zjednoczone Emiraty Arabskie | 12.58    | Q     |
| 4    | Kieran Ault          | Australia                    | 12.66    | q     |
| 5    | Zubair Khan          | Pakistan                     | 14.64    |       |

Bieg 2
| Poz. | Zawodnik       | Narodowość        | Rezultat | Uwagi |
| ---- | -------------- | ----------------- | -------- | ----- |
| 1    | Irvine de Kock | Południowa Afryka | 12.20    | Q     |
| 2    | Matt Slade     | Nowa Zelandia     | 12.22    | Q     |
| 3    | Darren Thrupp  | Australia         | 12.44    | Q     |
| 4    | Lu Yi          | Chiny             | 12.86    | q     |
| 5    | Nasrullah Khan | Pakistan          | 13.26    |       |

### Finał
Finał A
| Poz. | Zawodnik             | Narodowość                   | Rezultat | Uwagi |
| ---- | -------------------- | ---------------------------- | -------- | ----- |
| 1    | Yang Chen            | Chiny                        | 12.23    |       |
| 2    | Łukasz Labuch        | Polska                       | 12.28    |       |
| 3    | Darren Thrupp        | Australia                    | 12.52    |       |
| 4    | Irvine de Kock       | Południowa Afryka            | 12.56    |       |
| 5    | Matt Slade           | Nowa Zelandia                | 12.57    |       |
| 6    | Ali Qambar Al Ansari | Zjednoczone Emiraty Arabskie | 12.63    |       |
| 7    | Kieran Ault          | Australia                    | 12.75    |       |
| 8    | Lu Yi                | Chiny                        | 12.87    |       |